# Ralph Goings
Ralph Goings (Corning, 9 maggio 1928 – 4 settembre 2016) è stato un pittore statunitense, è considerato uno dei fondatori del fotorealismo insieme a Richard Estes e Chuck Close..

## Biografia
Goings ha studiato arte al California College of Arts and Crafts di Oakland.
È conosciuto soprattutto per i suoi dipinti molto dettagliati tipici dell'America degli anni '70 come nature morte con ketchup e maionese, venditori di hamburger, camioncini pick-up e banche della California, riprodotte deliberatamente in modo molto particolareggiato.